# Morgantown (Wirginia Zachodnia)
Morgantown – miasto w stanie Wirginia Zachodnia, w Stanach Zjednoczonych, siedziba administracyjna hrabstwa Monongalia. Według spisu ludności w roku 2019 miasto miało 30 549 mieszkańców.
W mieście rozwinął się przemysł szklarski oraz chemiczny.